# 장빈빈
장빈빈(중국어 간체자: 张彬彬, 정체자: 張彬彬, 병음: Zhāng Bīnbīn，1993년 1월 19일 ~ )은 중국의 배우이다.

## 경력
상하이 연극 학원 출신이며 2014년에 방영된 텔레비전 드라마 '미시대'로 데뷔했다. 2016년부터 2017년까지 방영된 텔레비전 드라마 '적막공정춘욕만'(황제의 봄)에서 납란용약을 연기하며 유명해지기 시작했다. 중국에서 흥행한 텔레비전 드라마 '삼생삼세십리도화'나 '표량적이혜진'에서 꽤 중요한 역할을 맡으며 이름을 알렸다.
2018년부터 2019년까지 방영되어 장빈빈이 남자 주인공을 맡았던 텔레비전 드라마인 '열화여가'와 '소녀화불기'가 한국에서도 인기를 얻으면서 이름을 알리게 되었다.

## 활동

### 드라마
| 년도           | 한국어 제목          | 중국어 제목          | 역할     | 기제사항 |
| -------------- | -------------------- | -------------------- | -------- | -------- |
| 2014           | 미시대               | 微时代               | 한정일   | 웹드라마 |
| 2014           | 총총나년 호구불견    | 匆匆那年：好久不见   | 교란     | 웹드라마 |
| 2014           | 애적M형정만          | 爱的M型转弯          | 소강     | 웹드라마 |
| 2016           | 황제의 봄            | 寂寞空庭春欲晚       | 납란용약 |          |
| 2016           | 도시요기담           | 都市妖奇谈           | 유지     | 웹드라마 |
| 2016           | 은형적시방           | 隐形的翅膀           | 단강     |          |
| 2016           | 미미일소흔경성       | 微微一笑很倾城       | KO       |          |
| 2017           | 표량적이혜진         | 漂亮的李慧珍         | 임일목   |          |
| 2017           | 삼생삼세 십리도화    | 三生三世十里桃花     | 이경     |          |
| 2017           | 진시려인명월심       | 秦时丽人明月心       | 영정     |          |
| 2018           | 열화여가             | 烈火如歌             | 전풍     |          |
| 2019           | 소녀화불기           | 小女花不弃           | 진욱     |          |
| 방영 시기 미정 | 아애니저시최호적안배 | 我爱你这是最好的安排 | 하우행   |          |
| 방영 시기 미정 | 민국팔대기안         | 民国八大奇案         | 라정의   |          |
| 방영 시기 미정 | 폭풍안               | 暴风眼               | 마상     |          |